# Ferrocarril de Bolton y Leigh
El Ferrocarril de Bolton y Leigh (FB&L) fue el primero abierto al público en Lancashire (Reino Unido). Inaugurado para mercancías el 1 de agosto de 1828, precedió al Ferrocarril de Liverpool y Mánchester (FL&M) con dos años de antelación, admitiendo pasajeros a partir de 1831. Operó independientemente hasta 1845, cuando pasó a formar parte del Ferrocarril Grand Junction.

## Antecedentes
La localidad de Bolton está situada en el recorrido del Canal de Mánchester, Bolton y Bury; y la de Leigh se halla en la confluencia del Canal de Leeds y Liverpool y con el Canal de Bridgewater. Este conjunto de canales proporcionaba mercancías a las ciudades de Liverpool y de Mánchester.
Los canales de la época eran las principales rutas de carga, más rápidos y capaces de transportar grandes cargas que el sistema de carreteras de peaje. Pero, desafortunadamente, los canales se congestionaron y eran cada vez más caros a medida que aumentó la demanda de las empresas en rápida expansión en el área. Las vías fluviales tenían un monopolio virtual sobre los enlaces de transporte, lo que les permitía cobrar peajes exorbitantes.
A medida que aumentaban los costos, las empresas comenzaran a buscar otro medio alternativo para transportar sus bienes y productos. El todavía incipiente ferrocarril podría servir para romper este monopolio, y las compañías propietarias de los canales reconocieron esta amenaza a su negocio desde el principio. Por ejemplo, un balance de la Compañía del Canal de Leeds y Liverpool del 21 de septiembre de 1822 ya mencionaba el problema, y las empresas dueñas del canal comenzaron a tomar medidas para proteger sus intereses.
Las plataformas equipadas con rieles, los tranvías y los ferrocarriles ya se conocían desde algún tiempo atrás, habiendo sido utilizados principalmente para transportar mercancías (especialmente carbón) a la red de canales. Por entonces había al menos un ferrocarril privado operando en el área, construido en 1812 por Robert Daglish para transportar carbón desde la mina de Orrell en Winstanley (cerca de Wigan) hasta el Canal de Leeds y Liverpool. Este ferrocarril utilizaba locomotoras de vapor equipadas con el sistema de cremallera patentado "Blenkinsop and Murrays". Un poco más al norte, el Canal de Láncaster se había construido en dos secciones unidas en 1797 por una plataforma con raíles de cinco millas (8 km) de largo.

## Comienzo
En algún momento antes del 1 de octubre de 1824, los empresarios locales formaron un comité, incluidos William Hulton, Benjamin Hick y Peter Rothwell, con el objetivo de promover un ferrocarril en la zona. El comité se registró por primera vez en esa fecha para solicitar a sus 63 miembros el depósito de dinero en un banco para la "construcción de un ferrocarril o ferrocarriles o plataforma de tranvía de Bolton al Canal de Leeds y Liverpool..."
Se propusieron varias rutas, y el comité se puso en contacto con el ingeniero ferroviario pionero George Stephenson para conocer sus opiniones sobre la propuesta. Stephenson estaba familiarizado con el área, ya que estaba participando en el proceso de inspeccionar la ruta del futuro Ferrocarril de Liverpool y Mánchester (FL&M). La respuesta de Stephenson fue encargar a otro ingeniero, Hugh Steel, que realizara un estudio de las rutas viables para el ferrocarril. Hugh había trabajado con Stephenson como topógrafo en el FL&M, y Robert Daglish ayudó a Steel en la toma de datos. Los planes para la línea reflejaban la práctica habitual de la ingeniería ferroviaria en el noreste de Inglaterra, de donde provenía Stephenson, al incluir planos inclinados, que requerirían remolcar los trenes con cables utilizando motores de vapor estacionarios. La línea propuesta por Steel fue aprobada por Stephenson y aceptada por el comité.
El comité había decidido que si intentaban cruzar el canal en Leigh, con el objetivo final de hacer una conexión con el propuesto Ferrocarril de Liverpool y Mánchester (FL&M), crearían tanta oposición que su Proyecto de Ley podría no ser aprobado en el Parlamento. Había muy pocos precedentes de propuestas para aprobar ferrocarriles, y en casos similares se habían encontrado con la renuencia de los propietarios locales a tener ferrocarriles en sus propiedades o cerca de ellas, y las compañías de los canales eran muy influyentes. El comité decidió presentar un Proyecto de Ley que pensaron que podría aprobarse, en lugar de uno con un riesgo mucho mayor de fracasar.
Hacia finales de 1824, el Proyecto de Ley se presentó al Parlamento junto con proyecto de Steel y un costo de construcción estimado de 43.143 libras (equivalente a 4.03 millones libras en 2018).
El Proyecto de Ley tuvo una considerable oposición en el Parlamento, pero recibió su consentimiento el 31 de marzo de 1825, después de que se añadieron cláusulas que denegaban el permiso para cruzar el canal, haciendo que el ferrocarril fuera poco más que un transporte entre los canales. El comité se sintió satisfecho por su cautela, ya que el Proyecto de Ley del Ferrocarril de Liverpool y Mánchester se rechazó ese mismo año.
Esta primera Acta autorizó a la compañía a recaudar la suma de 44.000 libras a través de la venta de 440 acciones de la compañía, valoradas en 100 libras cada una. El ferrocarril iba a ser una vía única con dos planos inclinados (remontados tirando con cuerdas recogidas con máquinas de vapor estacionarias), para realizar el recorrido desde Lecturers Closes en Bolton hasta el canal de Leeds y Liverpool en Leigh.

## Construcción y apertura
En 1826 se comenzó a trabajar en la construcción del ferrocarril a partir de Bolton, nivelando el terreno para la línea hasta Chequerbent bajo la supervisión del ingeniero local, Robert Daglish.
El comité del ferrocarril descubrió que era necesario revisar algunas de las cláusulas establecidas en la Ley original, y se preparó un segundo Proyecto de Ley, aprobado el 26 de marzo de 1828. Esta Ley amplió los poderes de la compañía y autorizó la recaudación de 25.000 libras adicionales para cubrir los mayores costos de construcción, así como especificar el ancho de vía para el ferrocarril de 4'8" (142 cm) entre los bordes interiores de los rieles, así como 5'1" (155 cm) entre los bordes exteriores. Posteriormente, la línea se pasó al ancho estándar de 4'8,5" (144 cm). 
Las Actas del FB&L también autorizaban una serie de ramales: en el extremo de Bolton, a Union Foundry en Deansgate, al depósito de carbón de William Hulton en Great Moor Street y al Canal de Mánchester, Bolton y Bury. La rama del canal nunca se construyó y las ramas de Great Moor Street y Deansgate se abrieron para transportar cargas en 1829.
La primera sección de la vía (entre Derby Street Bolton y las minas de carbón de William Hulton en Pendlebury Fold, cerca de Chequerbent en Westhoughton), se inauguró oficialmente el 1 de agosto de 1828.
La inauguración oficial de la primera parte completa del ferrocarril (el periódico de Mánchester, el Guardian, informó del recorrido entre Checkerbent y la ciudad de Bolton) fue presenciada por "una inmensa concurrencia de personas". Vieron una procesión de un "nuevo motor locomotor fabricado por los señores R. Stephenson y Co. de Newcastle ... a los que se les adjuntaron seis vagones llenos de gente y decorados con numerosas banderas y guirnaldas; luego iba seguido de un vagón muy elegante y cómodo, destinado en algún período futuro para transportar pasajeros en el ferrocarril. Estaba lleno de damas, entre las que figuraba a la Sra. Hulton. A continuación siguieron otros siete vagones, decorados con banderas, y llenos de pasajeros, incluidos los músicos de la antigua banda de Bolton, que ocuparon los dos últimos vagones y tocaron una variedad de aires apropiados durante el desfile". 
El traslado comenzó a las 12.15, con la locomotora arrastrando los trece vagones y el coche de viajeros desde Pendlebury Fold, cerca de Hulton Park, hasta Top-o'th'-Pike, donde se encontraba un motor estacionario. Había alrededor de 150 personas en el tren, que viajaban a aproximadamente 5 millas por hora (8 km/h). Al llegar al motor estacionario, los vagones se separaron y "la Sra. Hulton, después de una breve alocución, bautizó la máquina con el nombre de "Lancashire Witch" (la Bruja de Lancashire). Luego, le entregó una guirnalda de flores al ingeniero, quien la trató, a la vista de los periódicos, sin ceremonias, colocándola en la tubería de la caldera (presumiblemente la chimenea) donde las flores pronto experimentaron un cambio lamentable. 
La máquina fue enviada de vuelta a una de las minas del Sr. Hulton, desde donde regresó arrastrando seis vagones que contenían aproximadamente 2 toneladas de carbón cada uno, que movió con gran facilidad a 7 millas por hora (11,3 km/h). La locomotora se separó nuevamente de su tren y demostró algunas de sus habilidades, comenzando y deteniéndose bajo control incluso a velocidades estimadas de hasta 14 millas por hora (22,5 km/h). Después de la demostración, el coche y los vagones se unieron a la cuerda del motor estacionario y subieron por el plano inclinado hacia Bolton. Los vagones "se movían ocasionalmente con gran celeridad, y ocasionalmente se detenían mediante los frenos aplicados a las ruedas, para mostrar el control que el ingeniero poseía sobre ellos, en caso de cualquier accidente u obstrucción". La multitud era tan grande, que varias personas fueron empujadas hasta ocupar la vía del ferrocarril, donde quedaron "expuestas al peligro más inminente" y se informó que un hombre estuvo a punto de caer debajo de las ruedas de un vagón antes de que pudiera detenerse. Según los informes, resultó gravemente herido. 
En la parte inferior de la pendiente, se pretendía que los carros fueran arrastrados por los caballos hasta el final, pero la multitud llevó los carros hasta su destino. A su llegada, un número considerable de caballeros se sentó a disfrutar de una excelente cena en el Commercial Inn, con el Sr. Hulton en la presidencia.
El coche utilizado por las damas durante la apertura fue prestado por el FL&M, y se les prestó otro carruaje en diciembre de 1829 para "un experimento en el transporte de pasajeros", aunque no se transportaron viajeros regularmente hasta 1831.
La línea se completó hasta el Canal de Leeds y Liverpool en Leigh a finales de marzo de 1830. Para entonces, la construcción del Ferrocarril de Kenyon y del Enlace de Leigh, que proporcionaba una conexión con el Ferrocarril de Liverpool y Mánchester, ya estaba muy avanzada.

## Descripción de la ruta
La línea tenía poco menos de 8 millas (12,9 km) de longitud, y originalmente era de una sola vía. Con la excepción de aproximadamente media milla hacia el extremo norte de la línea, había apartaderos ocasionales o lugares de cruce entre trenes.
Whishaw (1842) da una descripción de la línea: comenzando desde Bolton Great Moor Street, el tren funciona con caballos de tiro hasta el fondo de la pendiente de Daubhill. Aquí, una máquina de vapor estacionaria de 20 caballos de fuerza (15 kW) hacía remontar la pendiente al tren procedente de Bolton. Los trenes que bajan por la pendiente son impulsados por la gravedad. La rampa sube 118 pies en 1 milla y 3 furlongs (unos 36 m en 2,2 km).
En la parte superior de esta pendiente, se conecta la locomotora y el tren se dirige hacia Leigh. En la otra dirección, una máquina de vapor estacionaria de 50 CV (37 kW) arrastra los trenes (incluidas sus locomotoras) desde Bag Lane a través de Chequerbent hacia Bolton. Este plano inclinado se eleva hasta 243 pies (74 m), pero en una distancia mayor, por lo que la pendiente es menos severa en general.
La cuerda utiliazada para remontar el plano inclinado de Chequerbent, fabricada por Webster de Sunderland, mide 6 pulgadas (15 cm) de circunferencia, pesaba aproximadamente 5100 kg cuando era nueva y costó 2 libras y 10 chelines por quintal. Esta cuerda, cuando está parcialmente gastada, se transfiere al plano inclinado de Daubhill.
El ancho ocupado por el ferrocarril en una zona nivelada es de 6,66 yardas (6,09 m) y la pista está balastrada con carbón pequeño.
El mapa de 1849 muestra la línea original del FB&L, que corre hacia el canal, así como la nueva línea del FK&EL que pasa por el puente.
La doble vía se colocó en secciones, con el tramo entre Pennington y el Enlace de Atherton abierto el 31 de mayo de 1880; el tramo a través de Bag Lane el 4 de julio de 1880; y el tramo final a Bolton el 1 de febrero de 1885. Al sur de Pennington, en el antiguo FK&EL, se duplicó cuando la Línea de Lazo de Tyldesley se abrió en 1864.

## Estaciones
Todas las estaciones de pasajeros originales en la línea se abrieron el 11 de junio de 1831, cuando la línea se habilitó para el tráfico de pasajeros, aunque "estación" significaba que "en algún lugar" la gente podía subir o bajar del tren. Estas instalaciones habrían sido muy primitivas comparadas con los estándares posteriores. En Bolton, por ejemplo, la oficina de venta de billetes era poco más que un cobertizo.
Las estaciones originales fueron: 
- Bolton, que pasó a llamarse Bolton Great Moor Street en octubre de 1849. Esta estación fue reconstruida en 1871 después de que un tren de mercancías sin control formado por vagones vacíos arrasara las instalaciones en enero de 1858. La estación fue reparada y continuó en servicio hasta que una estación más grande se abrió en un lugar cercano en 1874.[nota 6][24]
- Daubhill, que se cerró el 2 de febrero de 1885 cuando fue reemplazada por una nueva estación con el mismo nombre tras un ajuste del trazado de la línea.[25]
- Chequerbent, que cerró el 2 de febrero de 1885 cuando fue reemplazado por una nueva estación con el mismo nombre cuando se modificó la línea.[26]
- Bag Lane, que pasó a llamarse Atherton en 1847 y Atherton Bag Lane el 2 de junio de 1924.[27]
- Leigh, que pasó a llamarse Westleigh el 1 de agosto de 1876.[28]

Nuevas estaciones se abrieron en 1885 en Daubhill y Chequerbent cuando la línea se modificó para reducir pendientes y aumentar la capacidad. La duplicación de vía tuvo lugar durante el mismo período.
La nueva Estación de Daubhill se abrió el 2 de febrero de 1885 en el nuevo trazado de la vía férrea, siendo renombrada Rumworth y Daubhill el 28 de abril de 1885.
La nueva Estación de Chequerbent, a veces conocida como Chequerbent para Hulton Park, se inauguró el 2 de febrero de 1885 en la nueva alineación del ferrocarril.
La última estación en abrir fue la de Atherleigh, abierta por el Ferrocarril de Londres, Midland y Escocia el 14 de octubre de 1935, ya que había nuevos desarrollos de viviendas en el área.

## Operaciones
El ferrocarril de Bolton y Leigh (FB&L) fue el primer ferrocarril abierto al público en Lancashire, lo que significaba que podía transportar mercancías en vagones de la compañía o de propiedad privada. Se decidió seguir la costumbre de los caminos de peaje y de los canales, donde el servicio estaba disponible para cualquiera que pudiera pagar el peaje.
Poco después de que la línea se inaugurara, se informó favorablemente de su "utilidad", y el precio del carbón se redujo en el área de Bolton en más de 2 chelines por tonelada. El negocio en la línea mejoró cuando se construyó el Ferrocarril de Kenyon y del Enlace de Leigh (FK&EL) para unir el FB&L desde su terminal sur, con el Ferrocarril de Liverpool y Mánchester (FL&M) en Kenyon. 
Cuando el FK&EL presentó su Proyecto de Ley al Parlamento en 1828, los parlamentarios eran más receptivos a las compañías ferroviarias, y la compañía del canal retiró su oposición al ferrocarril que cruzaba el canal. En 1829, el FK&EL recibió la aprobación de la corona para construir una línea de vía única desde el final del Ferrocarril de Bolton y Leigh cerca de Twiss (actualmente Twist) Lane en Westleigh hasta Kenyon, donde se habilitaría una conexión con el FL&M, que estaba en una etapa avanzada de su construcción.
La línea de 2,5 millas (4 km) cruzaba el Canal de Leeds y Liverpool antes de dirigirse hacia el sur en dirección a Kenyon. Se construyeron estaciones en Bradshaw Leach y Kenyon. Tan pronto como se abrió el 3 de enero de 1831, los trenes de mercancías podían recorrer las 28,5 millas (45,9 km) de línea entre Bolton y Liverpool, y unos meses después comenzó el servicio de pasajeros a Liverpool. 
Walker (1832) informa que a partir del 1 de junio de 1832 los horarios para todos los días, excepto los domingos, eran: 
- Salida de Liverpool a las 07:30 a Bolton
- Salida de Liverpool a las 11:00 a Bolton
- Salida de Liverpool a las 14:30 a Bolton
- Salida de Liverpool a las 17:15 a Bolton

Los domingos solo había una salida, a las 17:30. 
Walker no citaba los viajes en la dirección opuesta, pero sí informaba de que las tarifas eran "Dentro, 5 chelines; Fuera, 3 chelines 6 peniques".
En 1834, el FB&L había arrendado el funcionamiento del ferrocarril a John Hargreaves, un transportista establecido de Bolton. A Hargreaves se le concedieron derechos de ejecución sobre el FK&EL y el FL&M para que administrara los servicios entre Bolton y Liverpool. Hargreaves también explotó el servicio de transporte de mercancías a Mánchester. Se le exigió que utilizara sus propias locomotoras, vagones y coches de viajeros, excepto algunos para mantener el balasto que pertenecían a la Compañía. Hargreaves era un transportista con negocios en carreteras y en los canales antes de que se construyera el ferrocarril, habiéndose convertido en el transportista principal desde el noroeste de Inglaterra hasta Escocia, al igual que Pickfords, que controlaba el comercio al sur de Mánchester. Hargreaves se convirtió en pionero de las excursiones en tren, realizando viajes dominicales desde Bolton a Liverpool ya en 1841. En 1843 realizó excursiones a Londres y dos años después a Mánchester. El Ferrocarril Grand Junction (FGJ) rescindió los arrendamientos de Hargreaves el 31 de diciembre de 1845.
Los motores estacionarios desempeñaron un papel destacado en la línea durante al menos 15 años, convirtiendo a este ferrocarril en un ejemplo interesante y singular de los años de transición en los que se combinaron ambas técnicas de transporte. Se cree que los motores estacionarios permanecieron en funcionamiento hasta aproximadamente 1846. El transporte con cables se interrumpió una vez que el rendimiento de las locomotoras había mejorado lo suficiente.
El ferrocarril obtuvo dos Actas posteriores más, la tercera en 1831 para enmendar y ampliar las leyes existentes y autorizar 16.500 libras adicionales de capital social y los poderes para recaudar 25.000 libras adicionales en préstamos.
La cuarta ley, que recibió el asentimiento real en 1836, sirvió para enmendar y ampliar las diversas leyes ya vigentes y le dio a la Compañía el poder de pedir prestadas 60.000 libras adicionales. Otro propósito era el derecho de arrendar el FK&EL por hasta 25 años, así como la compra de la línea por la suma de 44.750 libras.
En 1838 la línea transportaba 86.320 pasajeros anuales (con un promedio de 236,5 diarios), generando un ingreso anual de 6831 libras 6 chelines y 4 peniques.

## Locomotoras y material rodante

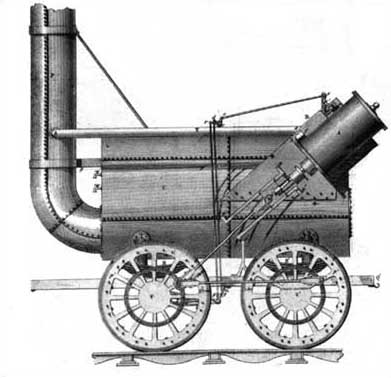
Lancashire Witch

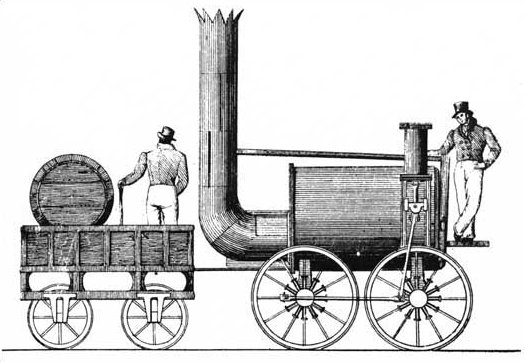
Sans Pareil

Poco después de la aprobación de la segunda Ley, el ferrocarril recibió su primera locomotora de vapor, que había sido encargada a Robert Stephenson and Company por el Ferrocarril de Liverpool y Mánchester en enero de 1828. Posteriormente, el FL&M consideró que su pedido había sido prematuro, y la locomotora se transfirió al FB&L de mutuo acuerdo. Esta locomotora es la que se bautizó como Lancashire Witch en la ceremonia de apertura de la línea. 
La Lancashire Witch tenía algunas características innovadoras, incluida su construcción con cilindros inclinados a 45° que permitían aumentar la eficacia de la suspensión de los ejes, mejorando la estabilidad de la máquina. También estaba equipada con una válvula de expansión que permitía el control del flujo de vapor que alimentaba los cilindros, lo que la convirtió en la primera locomotora en funcionar utilizando la expansión del vapor.
Hacia 1831, el ferrocarril poseía al menos otras tres locomotoras. La Union, que fue construida en 1830 por Rothwell, Hick y Rothwell, junto con la Salamander y la Veteran, ambas construidas por Crook and Dean.
En 1832, el ferrocarril alquiló la Sans Pareil de Timothy Hackworth a un precio de 15 libras por mes, y más adelante la compró directamente por 110 libras.
En 1842 había 14 locomotoras en funcionamiento en la línea:
- 'Sans Pareil', construida por T. Hackworth
- 'Nelson', construida por R. Stephenson & Co
- 'Bee', construida por Edward Bury
- 'Union', construida por Rothwell & Hick
- 'Salamanda', construida por W. Dean
- 'Veteran', construida por W. Dean
- 'Clarence', construida por Edward Bury
- 'Utilis', construida por Hargreaves
- 'Victoria', construida por Hargreaves
- 'Wellington', construida por Tayleur & Co
- 'Marquis', construida por Tayleur & Co
- 'Pandora', construida por Tayleur & Co
- 'Soho', construida por Benjamin Hick & Sons
- 'Castle', construida por Hargreaves

La Sans Pareil se utilizó en el ferrocarril hasta 1844, cuando se vendió a la Mina de Carbón Coppull, de Chorley, y se utilizó como motor estacionario hasta 1863, cuando se cedió al Museo de la Oficina de Patentes (actualmente Museo de la Ciencia de Londres).
El alojamiento de los primeros pasajeros en los trenes comprendía dos vagones, llamados Elephant and Castle, que proporcionaban el alojamiento interior, mientras que el alojamiento exterior disponía de asientos de madera en vagones abiertos.
En 1842 había cinco vagones de primera clase, cada uno con capacidad para 24 pasajeros en tres compartimentos. Cada coche tenía 15' 3" (4,65 m) de largo con un ancho interior de 6'6" (1,98 m). Los vagones tenían los topes de las ballestas pintados de verde, con el escudo de la compañía en los paneles. El interior estaba forrado con tela azul. Cada carro pesaba alrededor de 3 toneladas, y fueron construidos por el Sr. Cooper de Bradshawgate, Bolton, cada uno con un costo de 400 libras. Un sexto coche era ligeramente diferente, con capacidad para veinte pasajeros, dieciséis en dos compartimentos regulares y cuatro en un cupé.
También había ocho vagones de segunda clase, cada uno con capacidad para 24 pasajeros en tres compartimentos. Estos vagones estaban cerrados por los extremos, pero abiertos a los lados.
En 1842 había alrededor de 300 vagones en uso en la línea, todos pertenecientes a John Hargreaves, de los cuales unos 40 tenían refuerzos de hierro.

## Años posteriores
En 1844, el Ferrocarril de Liverpool y Mánchester había estado negociando con el ferrocarril de Bolton y Leigh y el ferrocarril de Kenyon y del Enlace de Leigh con vistas a una fusión. Estas negociaciones se hicieron más complicadas por la inclusión inicial del Ferrocarril North Union en la fusión propuesta, y todavía más complicado cuando el Ferrocarril Grand Junction se interesó en agregarse. Todas las líneas se conectaron y se organizaron a través del funcionamiento de los trenes de las otras compañías. Las negociaciones estaban llegando a sus conclusiones, cuando los accionistas del FNU rechazaron su participación en la fusión. En esta coyuntura, el FK&EL simplificó los acuerdos al aceptar ser comprado directamente por el FB&L (según las disposiciones de la Ley de 1836), por lo que la fusión tuvo lugar el 8 de agosto de 1845 sin el FNU, y el FB&L se convirtió en parte del Ferrocarril Grand Junction ampliado.
El FGJ se convirtió en parte del Ferrocarril de Londres y del Noroeste (FL&NO) el 16 de julio de 1846, cuando se formó por la fusión del FGJ, el Ferrocarril de Mánchester y Birmingham, el Ferrocarril de Londres y Birmingham y el Ferrocarril del Valle del Trent.
Se han conservado los horarios de varios de los años en los que la línea estuvo abierta: 
- El nivel de servicio en la línea en 1850 cuando la línea era propiedad de FL&NO era de 7 trenes por día que partían en cada dirección entre Bolton Great Moor Street y Kenyon Junction, desde donde había conexiones hacia y desde Liverpool, Warrington, Birmingham y Londres. Solo había dos servicios los domingos. La tarifa entre Bolton y Liverpool era de 5 chelines en primera clase, 3 chelines y 9 peniques en segunda clase y 2 chelines y 4 peniques en tercera.[nota 13][53]
- En 1922, justo antes de la fusión de los ferrocarriles, el horario del FL&NO para la línea mostraba 11 servicios en cada dirección, con algunos servicios adicionales en parte de la línea y servicios distintos los sábados y sin servicio los domingos.[54]
- En 1947, en los últimos días del Ferrocarril de Londres, Midland y Escocia, había 8 servicios en cada dirección, con uno adicional los sábados. No había servicios dominicales.[55]

## Cierre
Las estaciones en Chequerbent y Daubhill se cerraron a los pasajeros el 3 de marzo de 1952.
Todas las demás estaciones y la línea cerraron a los pasajeros el 29 de marzo de 1954, pero se reabrieron temporalmente en cinco años sucesivos para hacer frente al tráfico de la Bolton Wakes Week.
La línea se cerró en secciones. Del Enlace de Atherton al Enlace de Pennington South se cerró a los fletes el 7 de octubre de 1963, y con ella la estación de mercancías Atherton.
Las instalaciones de mercancías Chequerbent se cerraron el 27 de febrero de 1965.
Con la desaparición del tráfico de mercancías, las instalaciones de Crook Street en Bolton cerró en abril de 1965 y los apartaderos privados se cerraron en octubre de 1967. El único tráfico de carbón que usaba la línea en la década de 1960 era de los apartaderos de Jackson en Tyldesley. El tráfico de pasajeros de Tyldesley Loopline se cerró tras los cortes de Beeching el 5 de mayo de 1969, cuando todas las estaciones de esa línea se cerraron.

## Lecturas relacionadas
- Basnett, Lois (1950-1951). «History of the Bolton and Leigh Railway, based on the Hulton papers, 1824-1828». Transactions of the Lancashire and Cheshire Antiquarian Society 62.
- Jowett, Alan (marzo de 1989). Jowett's Railway Atlas of Great Britain and Ireland: From Pre-Grouping to the Present Day (1st ed.) (Sparkford: Patrick Stephens Ltd. edición). ISBN 978-1-85260-086-0. OCLC 22311137.
- The Railway Clearing House (1969) [1915], The Railway Clearing House Official Railway Junction Diagrams 1915 (1969 D&C Reprint edición), Newton Abbot: David & Charles Reprints, ISBN 0-7153-4347-5.

- Datos: Q4940244